# Chiesa della Madonna del Rosario (Ora, Italia)
La chiesa della Madonna del Rosario è la parrocchiale di Ora in Alto Adige. Appartiene alla parrocchia di San Pietro Apostolo, fa parte del decanato di Egna-Nova Ponente della diocesi di Bolzano-Bressanone e risale al XVII secolo.

## Descrizione
La chiesa è un monumento sottoposto a tutela col numero 13555 nella provincia autonoma di Bolzano.